# Kaiser-Friedrich-Quelle

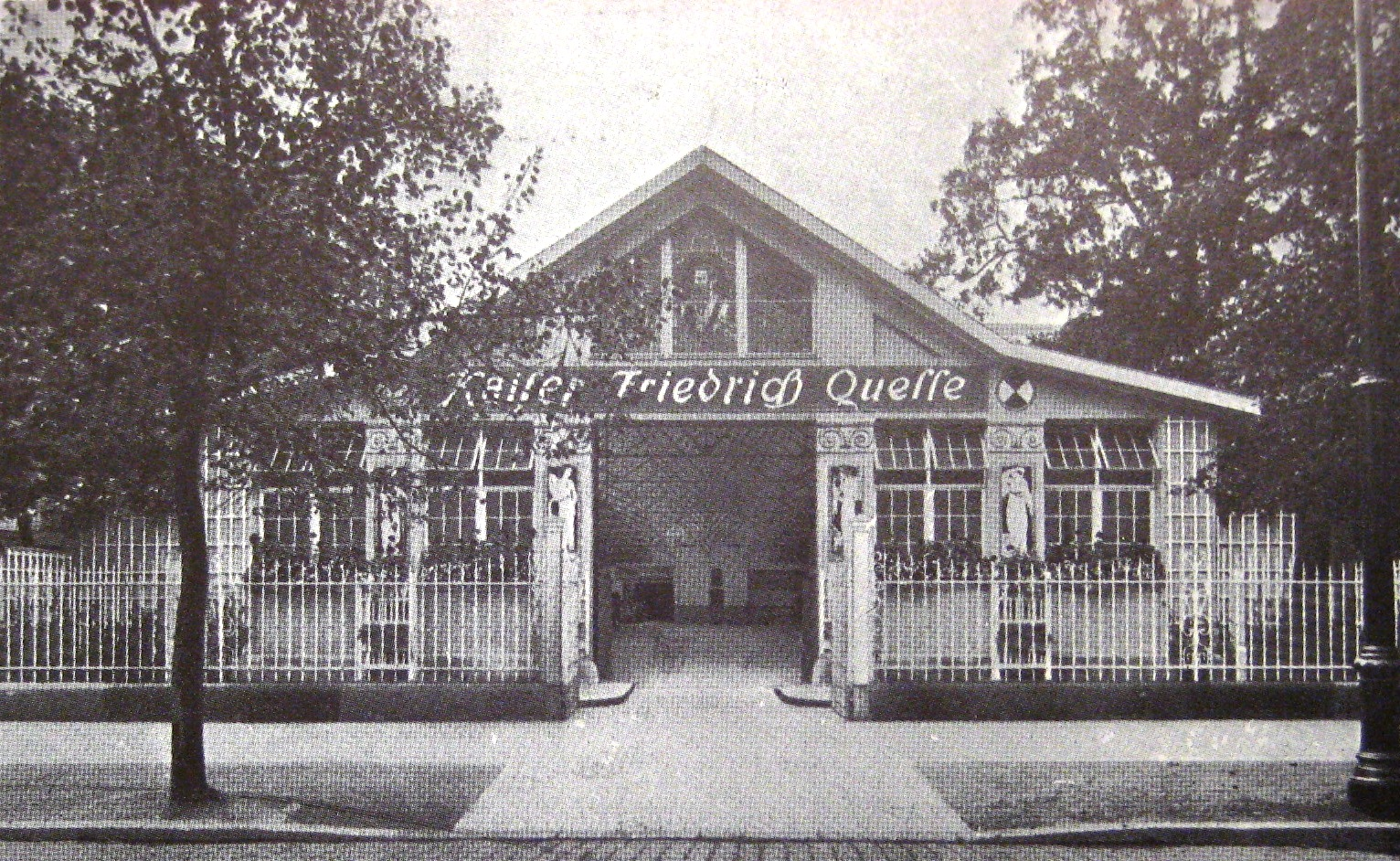
Kaiser-Friedrich-Quelle, Ansicht der Kurhalle, Sicht von der Frankfurter Straße, um 1890

Die Kaiser-Friedrich-Quelle war eine seit 1888 staatlich anerkannte Heilquelle in Offenbach am Main. Das Quellwasser wurde sowohl unverdünnt als therapeutisches Heilwasser als auch mit Fruchtsäften vermischt als Limonade unter dem Namen Frischa vertrieben. Die Mineralwasserquelle wurde in den 1990er Jahren wegen zu starker Versalzung geschlossen und 1996 der Betrieb am Standort Offenbach eingestellt. Das Mineralwasser mit dem Namen Kaiser-Friedrich-Quelle wurde von da an von der Trajanus-Quelle in Roisdorf bei Bonn abgefüllt. Nach der Insolvenz des Nieder-Rosbacher Brunnenbetriebes 2001 und seiner Übernahme durch die jetzige Hassia Gruppe in Bad Vilbel kommt das Mineralwasser heute aus dem Selzerbrunnen in Groß-Karben in der Wetterau.

## Vorgeschichte

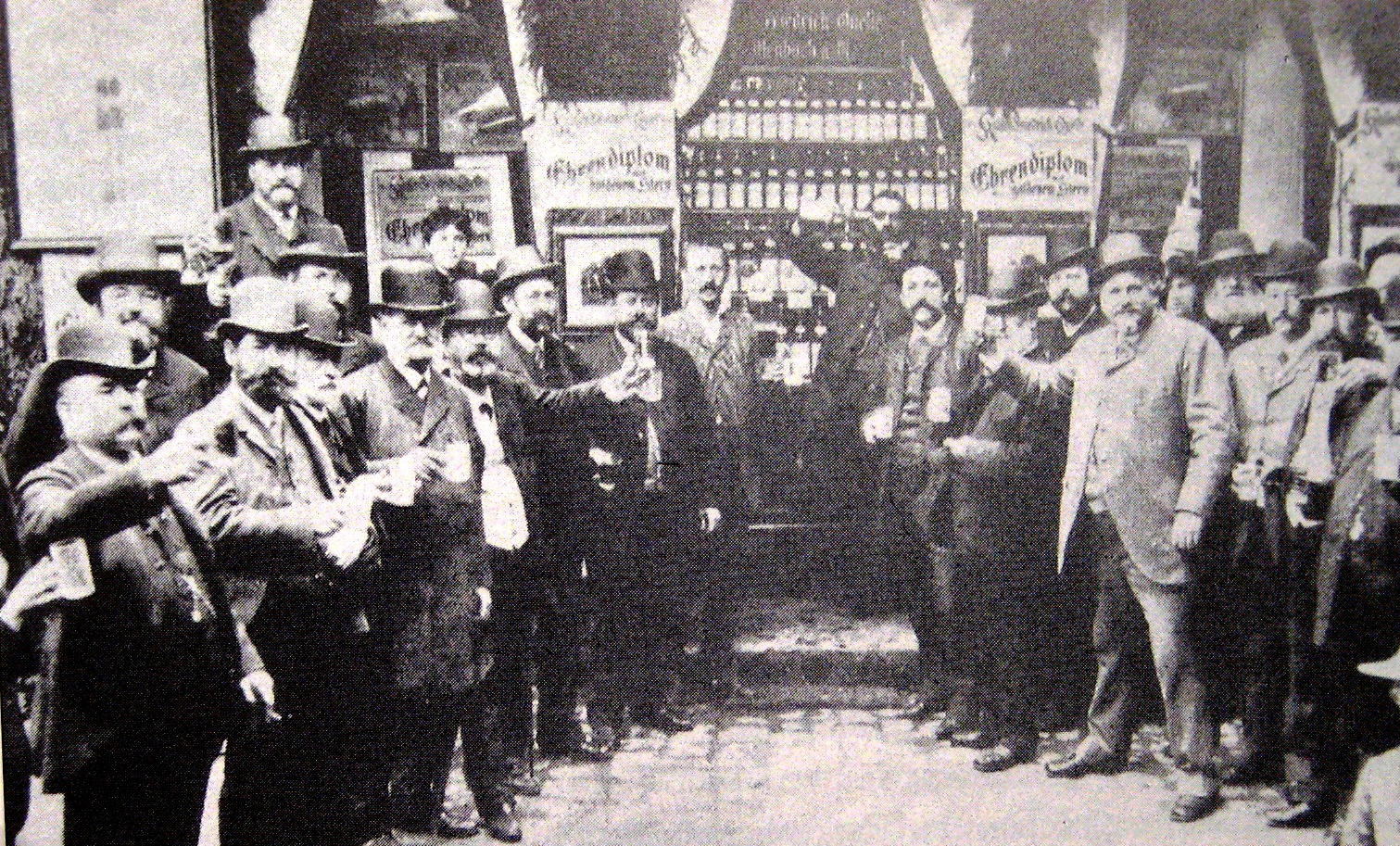
Kurbetrieb der Kaiser-Friedrich-Quelle, um 1890

Im Jahr 1887 ließ der Offenbacher Fabrikant für Brauereimaschinen, Adam Neubecker, auf dem firmeneigenen Grundstück zwischen der Frankfurter Straße und der Ludwigstraße nach Brauch- und Kühlwasser für seine Maschinenfabrik suchen. Bei den Brunnenbohrungen fand sich in 275 m Tiefe eine mineralienhaltige Heilwasserquelle. Neubecker benannte die Heilquelle nach dem liberalen und damals in Offenbach populären Kaiser Friedrich III. und versuchte in der Stadt einen Kurbetrieb zu etablieren. In der Industriestadt Offenbach war das Vorhaben umstritten, die etablierten Firmeneigentümer fürchteten Einschränkungen, Verlegungen oder Schließungen ihrer Betriebe. Neubecker errichtete einen provisorischen Kurbetrieb mit Trinkkuranlage und Kurpark. Er wandelte sein Wohnhaus, die Fabrikantenvilla Neubecker, in ein Kurhaus um. Im Jahr 1887 begann eine aufwändige Werbekampagne, allein in der Reichshauptstadt Berlin fuhren 320 Tramwagen und 200 Busse Werbung für die Kaiser-Friedrich-Quelle. Das Werbebudget betrug 2,3 Pfennige pro Flaschenfüllung, ein damals hoher Reklameaufwand. Seine privaten Investitionen führten ihn schließlich in den Konkurs, von welchem auch seine Maschinenfabrik betroffen war. Neubecker konnte seine Maschinenfabrik anschließend wieder neu errichten. Der ehemalige Kurbetrieb wurde nicht wieder aufgenommen und stattdessen die Kaiser-Friedrich-Quelle Aktiengesellschaft gegründet. Damit hatte Offenbach am Main seinen kurzzeitigen Status als Kurstadt wieder verloren und Bad Offenbach blieb eine nicht erfüllbare Ambition.

## Besonderheiten des Mineralwassers
Das Mineralwasser der Kaiser-Friedrich-Quelle enthielt einen hohen Jodid-Anteil von 150 Mikrogramm pro Liter. Bereits 1000 Gramm (1 Liter) des Heilwassers decken annähernd den empfohlenen Jodid-Tagesbedarf eines Erwachsenen. Dem Quellwasser wurde der Eisen-Anteil nicht entzogen, eine Ausnahme bei Mineralwässern.

## Firmengeschichte Kaiser-Friedrich-Quelle AG

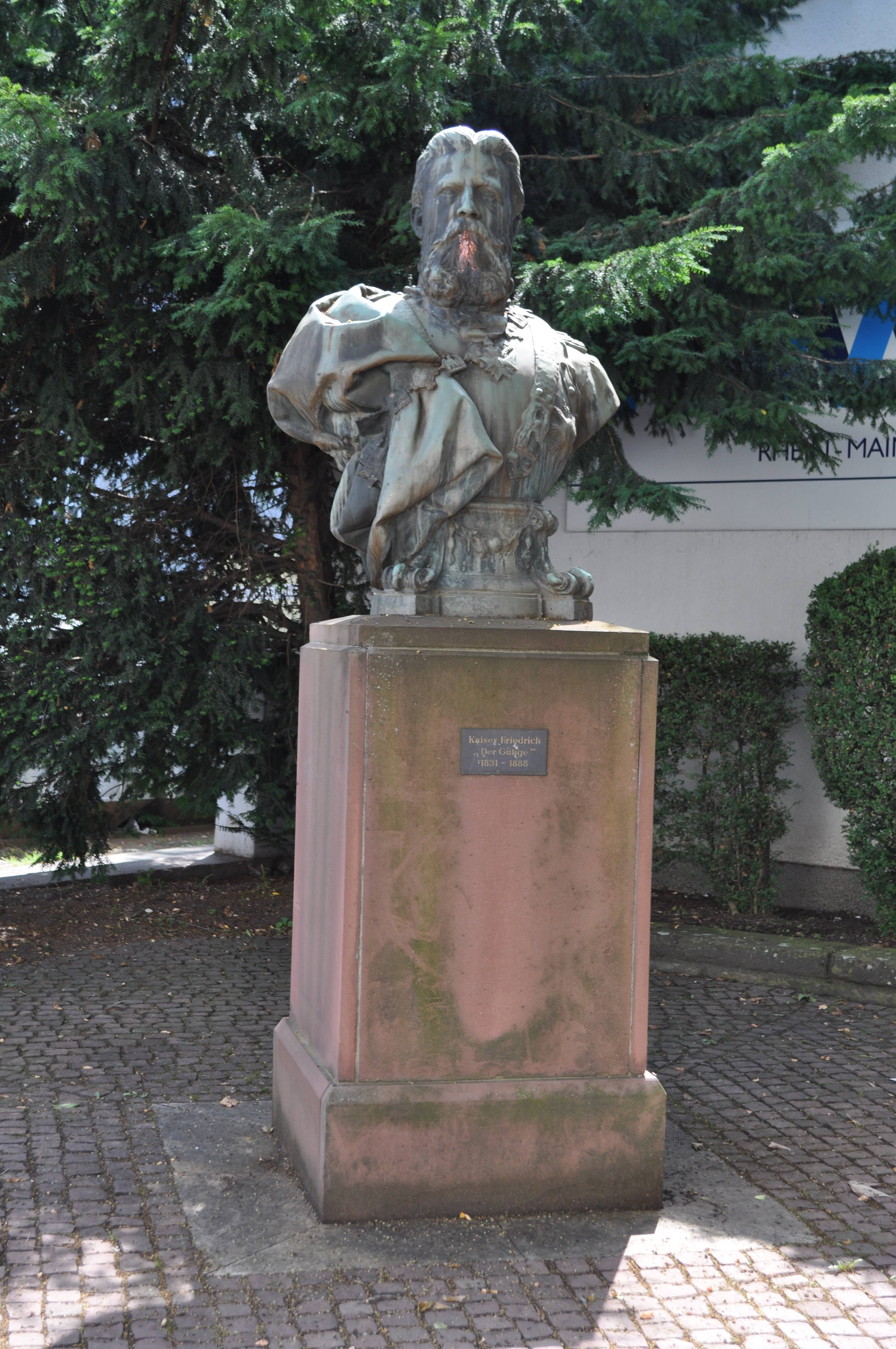
Die Büste Kaiser Friedrich III. von Reinhold Begas vor dem ehemaligen Betriebsgelände erinnert an den Betrieb

Nach dem Konkurs des Kurbetriebes und der Gründung der Kaiser-Friedrich-Quelle AG wurde die ehemalige Kuranlage mit Lagerhallen und Abfüllanlagen überbaut. Eigentümer der Aktiengesellschaft war die hannoversche Bankiersfamilie Herzfeld. Die Familie stellte mit Karl S. Herzfeld von 1912 bis 1969 den Vorsitzenden des Aufsichtsrates. Erster Vorstandsvorsitzender wurde ab 1897 Matthias Brauweiler, welcher zusammen mit seinem Sohn Peter Brauweiler bis Ende der 1920er Jahre das Unternehmen führt. Vater und Sohn Brauweiler modernisierten das Unternehmen 1910 mit 12 firmeneigenen Eisenbahn-Isolierwaggons und 1920 mit einer vollautomatischen Abfüllanlage, welche eine Kapazität von 30 Tausend Flaschen pro Tag aufweisen konnte. 1921 wurden die bis dahin üblichen Pferdefuhrwerke durch Lastwagen mit Anhängern ersetzt. Bereits 1920 entwickelte Matthias Brauweiler die ersten Limonaden unter Verwendung des Heilwassers. Anfang der 1930er Jahre bis zu seinem Tod 1948 führte der Kommerzienrat Conrad Schumacher das Unternehmen. Sein Sohn Egon Schumacher übernahm die Geschäftsführung ab 1955 und modernisierte das Unternehmen weiter. Neue Produkte wurden nach Marktstudien und Testläufen eingeführt, was 1958 zur erfolgreichen Einführung der Frischa-Orangenlimonade führte. Bereits zwei Jahre später waren 10 Millionen Flaschen der Marke Frischa abgefüllt und verkauft. Im Jahr 1968 wird bei der Kaiser-Friedrich-Quelle AG das erste Orangensaftgetränk heiß abgefüllt, eine Innovation in der Mineralbrunnen- und Fruchtsaftindustrie. Durch diesen Produktionsablauf wurde die Haltbarkeit der Fruchtsäfte verlängert. Als die Maschinenfabrik Neubecker 1989 stillgelegt wurde, übernahm die Kaiser-Friedrich-Quelle das benachbarte Werksgelände. Nachdem das Quellwasser der Kaiser-Friedrich-Quelle immer mehr versalzte, wurde der Brunnen stillgelegt, 1996 der Abfüllbetrieb an die Rosbacher Brunnen GmbH verkauft und das Unternehmen blieb vorerst als Tochterfirma bestehen. Am 13. November 2001 beantragte die Rosbacher Brunnen GmbH die Eröffnung eines Insolvenzverfahrens und wurde daraufhin von der Hassia Mineralquellen GmbH & Co. KG übernommen. Heute gehören die Markennamen Kaiser-Friedrich-Quelle und Frischa der Hassia-Unternehmensgruppe.

### Aufteilung und Verkauf des Geländes an Immobilieninvestoren
Das Werksgelände der ehemaligen Maschinenfabrik Neubecker und der Kaiser-Friedrich-Quelle wurden aufgeteilt und verkauft. Als erstes ging die Villa Neubecker an einen Immobilieninvestor, der den einst großzügigen Garten mit sog. „Stadtvillen“ verbaute, während die unter Denkmalschutz stehende selbst verfiel, nach langem Leerstand wurde 2004 diese renoviert. Die Villa Neubecker und die Kaiser-Friedrich-Quelle sind Teil der Route der Industriekultur Rhein-Main in Offenbach am Main.
Die nördliche Hälfte des Areals an der Ludwigstraße 62 wurde an die HBB Hanseatische Gesellschaft für Seniorenheime mbH & Co. KG verkauft. Nach dem Abriss aller alten Hallen wurde am 1. Mai 2011 dort das „DOMICIL-Seniorenpflegeheim Im Westend“ eröffnet. Die südliche Hälfte des Grundstückes war nach dem Abriss vorerst unbebaut, mittlerweile entsteht dort eine Wohnanlage.